# Mablethorpe and Sutton
Mablethorpe and Sutton – nadmorskie miasto i gmina (civil parish) w Anglii, w hrabstwie Lincolnshire, w dystrykcie East Lindsey. Leży 55 km na wschód od Lincoln i 205 km na północ od Londynu. Obejmuje miasto Mablethorpe oraz wieś Sutton on Sea.